# Oi!
Pour les articles homonymes, voir oi.
Genres associés
Street punk
La oi! est un sous-genre musical du punk rock originaire du Royaume-Uni à la fin des années 1970. Cette musique et sa sous-culture associée ont le dessein de rassembler les punks, skinheads et jeunes de la classe ouvrière (parfois appelés herberts) autour de valeurs prolétariennes.

## Caractéristiques
Ce mouvement natif des années 1970 et 1980 se compose de groupes punks fortement inspirés par les valeurs de la classe ouvrière et le « style de la rue »,, par opposition à d'autres groupes punks britanniques de l'époque, considérés par les groupes oi! comme étant trop « arty » ou « fashion » (intellectuels et « tendance »).
La oi! se veut donc un style musical fédérant punks, skinheads et jeunes des classes populaires autour des valeurs et de la fierté de la classe ouvrière. Créée vers la fin des années 1970 en Angleterre, celle-ci fusionne les styles des premiers groupes punks tels que The Clash et les Ramones, des groupes de rock britannique tels que les Rolling Stones et The Who, du pub rock tels que The 101'ers et Eddie and the Hot Rods, des groupes de glam rock tels que Slade ou Sweet et accompagnés de chœurs vocaux fondés sur les chants de supporteurs de football. À l'origine, la oi! est appelée « street punk » ou « reality-punk ». Le style commence à être appelé oi! en 1980, lorsque le journaliste du Sun Garry Bushell emploie ce terme, contraction de « Hey, you ! » en cockney (l'argot londonien), pour désigner ce courant et sa mouvance, qu'il aurait emprunté à la chanson Oi ! Oi ! Oi ! des Cockney Rejects,.

## Histoire

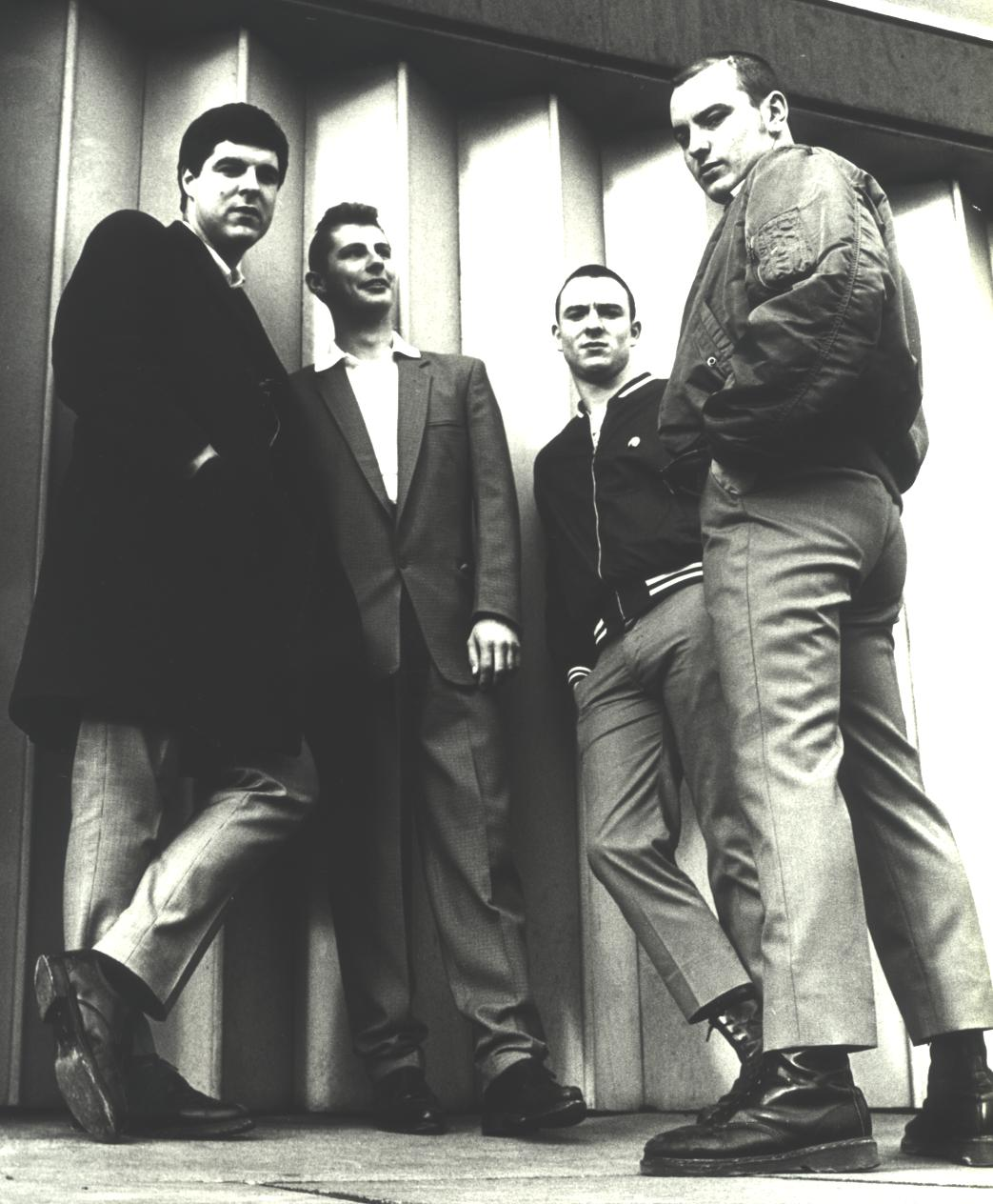
The 4-Skins.

Les premiers groupes oi! incluent Cock Sparrer, Menace et Sham 69, même s'ils existaient déjà avant que le terme oi! ne soit utilisé. Ils sont rapidement suivis par des groupes tels que les Cockney Rejects, Angelic Upstarts, The Burial, The Business, Peter and the Test Tube Babies, The Last Resort, The 4-Skins, Combat 84 (en), Blitz, Infa-Riot, Red Alert ou The Oppressed.
La oi! est encore souvent associée au hooliganisme et au néonazisme ou au rock anticommuniste, en partie en raison de l'engagement à la fin des années 1970 et au début des années 1980 de nombreux skinheads dans des organisations d'extrême-droite britanniques telles que le National Front et le British Movement. Certains critiques qualifient alors la oi! de raciste, néanmoins des groupes comme Angelic Upstarts ou The Burial s'affichent ouvertement à gauche dès le départ et participent activement à diverses campagnes anti-racistes, les Sham 69 participent aux concerts de Rock Against Racism aux côtés de groupes punk ou reggae engagés comme The Clash (comme on peut le voir dans le film Rude Boy), The Buzzcocks, Steel Pulse, X-Ray Spex, The Ruts ou Generation X.
Le 4 juillet 1981, des jeunes d'origine pakistanaise du quartier de Southall provoquent une émeute et lancent des cocktails Molotov sur la taverne où The Business, The Last Resort et The 4-Skins doivent donner un concert dans la soirée, croyant que le concert était un rassemblement de néo-nazis,. Après ces évènements, quelques groupes oi! condamnent le racisme de manière anecdotique, toutefois ces dénégations sont accueillies avec cynisme à la suite de la sortie de l'album de compilation Strength Thru Oi!. Non seulement le titre semble être un jeu de mots avec un slogan nazi (« Strength Through Joy »), mais en outre la couverture de l'album expose Nicky Crane, un skinhead du British Movement qui avait purgé une peine de quatre ans de prison pour racisme et violence. Garry Bushell, responsable de la compilation, clame que son titre était un jeu de mots calqué sur l'album Strength Through Joy du groupe punk The Skids. Il déclare également ne pas connaître l'identité du skinhead sur la couverture de l'album, jusqu'à ce que celle-ci soit exposée par le Daily Mail deux mois plus tard.
Rapidement, entre 1981 et 1983, de nouveaux groupes émergent en Europe et en France dans le même style. Apparaissent ainsi autour de Paris les Swingo Porkies, R.A.S. ou L'Infanterie sauvage (dont le chanteur Geno basculera ensuite dans la mouvance néo-nazie et formera le groupe Totenkopf, « Tête de mort » en allemand), ou encore le groupe bordelais Camera Silens, le groupe lillois Snix, le groupe brestois Brutal Combat et le groupe marseillais Warrior Kids. Des groupes plus généralistes et diversifiés comme La Souris Déglinguée abordent également ce genre, dont ils partagent l'état d'esprit.
Le mouvement oi! perd très tôt de sa popularité au Royaume-Uni. Cependant, la scène continue en Europe continentale, au Japon et en Amérique du Nord. Aux États-Unis, la oi! est liée à l'explosion du punk hardcore du début des années 1980 et tout spécialement de groupes tels que Agnostic Front, Iron Cross et S.S. Decontrol. Bien que similaire aux influences et à l'esprit de la oi!, le hardcore vise la classe moyenne américaine plutôt que la stricte classe ouvrière. Vers le milieu des années 1990, un regain d'intérêt pour la musique oi! favorise l'émergence de nouveaux groupes, généralement d'origine américaine, les vieux groupes européens recevant alors quant à eux davantage de reconnaissance.
Le très médiatique groupe de rock indépendant Vampire Weekend rend hommage au genre oi! en 2008 dans la chanson A Punk. Le chanteur y répète non pas « Oi » mais « Ey », phonétiquement proche de « A » en anglais, d'où le titre de la chanson.